# Размышления о создании и распределении богатства
Размышления о создании и распределении богатства (фр. Réflexions sur la formation et la distribution des richesses, 1776) – произведение великого французского экономиста-физиократа А. Тюрго.

## Структура
Книга включает ровно 100 параграфов.

## Идеи
В книге Тюрго высказывает традиционную для физиократов идею: труд земледельца является наиболее важным: «ни один работник не может трудиться, пока земледелец не обеспечит ему средств для жизни». Экономист выделяет 5 основных способов извлечения собственниками дохода из земли:
- 1. обработка земли наёмными людьми;
- 2. обработка земли рабами;
- 3. отчуждение земли в обмен на оброк;
- 4. издольная обработка;
- 5. аренда, или наём земель.

## Переводы
Книга на русском языке впервые была опубликована в составе сборника «Размышления о создании и распределении богатства. Ценность и деньги» (Юрьев, 1905). В советское время текст произведения вошёл в состав книги А. Тюрго «Избранные экономические произведения. (М.: Соцэкгиз, 1961).